# Marcin Murmyło
Marcin Murmyło (ur. 28 kwietnia 1973 we Wrocławiu) – polski lekarz, internista, pulmonolog specjalizujący się w chorobach płuc i chorobach wewnętrznych; dyrektor Dolnośląskiego Centrum Chorób Płuc we Wrocławiu od 2019 roku, dziennikarz związany z Agorą.

## Biografia
Urodził się w 1973 roku we Wrocławiu. Uczęszczał tam kolejno do Szkoły Podstawowej nr 59, a następnie klasy o profilu biologiczno-chemicznym z łaciną i angielskim w Liceum Ogólnokształcącym nr VII im. Krzysztofa Kamila Baczyńskiego, gdzie pomyślnie zdał w 1992 roku egzamin maturalny. W tym samym roku podjął studia dzienne na Wydziale Lekarskim Akademii Medycznej im. Piastów Śląskich we Wrocławiu, które zakończył w 1998 roku.
Po ukończeniu studiów zawodowo związał się z wrocławskim Dolnośląskim Centrum Chorób Płuc, gdzie pracował w Przychodni Pulmonologicznej, a następnie został kolejno: kierownikiem medycznym tamtejszej Izby Przyjęć, ordynatorem Oddziału IV i V Chorób Wewnętrznych z prawem do leczenia chorób układu oddechowego oraz zastępcą dyrektora ds. lecznictwa. W 2019 roku objął funkcję dyrektora centrum. W 2020 roku został wybrany przewodniczącym Konsorcjum Wrocławskich Szpitali.
Poza działalnością szpitalną prowadzi indywidualną praktykę lekarską oraz pracował jako lekarz i biegły sądowy. Ponadto współpracował jako dziennikach we wrocławskim oddziale dziennika Gazety Wyborczej, wydawanym przez Agorę S.A.